# Франк-Каменецкий, Максим Давидович
Макси́м Дави́дович Фра́нк-Камене́цкий (род. 7 августа 1941, Горький) — специалист в области биофизики, доктор физико-математических наук, профессор Бостонского университета, автор открытия (совместно с В. Лямичевым и С. Миркиным) новой, трёхспиральной, так называемой H-формы, структуры ДНК (1986).

## Начало
Родился 7 августа 1941 года в городе Горький, где семья была в эвакуации. Его отец, Давид Франк-Каменецкий — физик-теоретик, один из разработчиков ядерного оружия.
В школу Франк-Каменецкий пошёл в городе Сарове, где в связи с работой отца семья жила в это время. В 1956 году, после переезда в Москву, с ним начал заниматься отец, а также его друзья Зельдович, Тамм, Харитон, Боголюбов, Альтшулер, Цукерман.

## Профессиональная деятельность
По окончании средней школы поступил в Физтех. Там, изучая физику по учебникам Ландау и Лифшица, сдавал теорминимум Л. Д. Ландау.
Среди преподавателей был Александр Веденов, позже ставший и руководителем кандидатской диссертации.
По окончании Физтеха в 1964 году начал деятельность как физик-теоретик. Здесь многое почерпнул от своего друга, физика Александра Дыхне. Далее, когда пришло увлечение биофизикой, большое влияние на М. Д. Франк-Каменецкого оказал один из ведущих советских специалистов по молекулярной биофизике Михаил Волькенштейн. В 1967 году защитил диссертацию кандидата физико-математических наук. Затем:
- 1967—1972 — младший научный сотрудник Института атомной энергии им. И. В. Курчатова.
- 1967—1972 — доцент Московского физико-технического института.
- 1972 — защитил диссертацию доктора физико-математических наук.
- 1972—1978 — старший научный сотрудник Института атомной энергии им. И. В. Курчатова.
- 1979—1993 — профессор Московского физико-технического института.
- 1979—1989 — заведующий лабораторией Института молекулярной генетики РАН.
- 1989—1993 — заведующий отделом Института молекулярной генетики РАН.
- 1989—1993 — заведующий кафедрой молекулярной биофизики Московского физико-технического института.
- 1993—н. в. — профессор Бостонского университета (отдел биоинженерии и центр передовой биотехнологии)[5]. В университет был приглашён сразу на позицию полного профессора, что довольно редко для российских биологов[3].

## Семья
- жена — Алла Давидовна Воскобойник (1940—1985), дочь физика-ядерщика Д. И. Воскобойника.
  - сын — Михаил Максимович Франк-Каменецкий (род. 1961).

## Hаучная работа
Совместно с Университетом Карнеги — Меллона разрабатывается возможность метить ДНК с помощью модифицированной, так называемой гамма-ПНК. Главное отличие в том, что этот способ лучше других метит ДНК и потенциально открывает массу практических приложений. Можно детектировать различные патогены, можно искать нужные гены. То есть, создаётся своеобразный штрихкод для детектирования, причем дешёвый и простой в использовании.

## Публикации
Автор многочисленных научных публикаций в различных международных изданиях. По состоянию на 2024 год его индекс Хирша равен 70.
В 1983 году М. Франк-Каменецкий опубликовал наиболее известную из своих научно-популярных работ, книгу «Самая главная молекула». Тогда её тираж составил 150 тысяч экземпляров. С тех пор она выдержала ряд переизданий, дополнялась по мере появления новых фактов, получила новое название — «Королева живой клетки: От структуры ДНК к биотехнологической революции» и была переведена на английский язык.
Член редколлегий журналов: «Химия и жизнь» (Россия, Москва) и «Биополимеры и клетка» (Украина, Киев).

## Суждения

### О науке в России
- Ещё в 1988 году М. Франк-Каменецкий говорил о необходимости перехода на грантовую систему финансирования и замену иерархической структуры академии на западную модель, где во главе исследований стоит не чиновник, а заведующий лабораторией, который получает лично грант и на конкурсной основе сам набирает сотрудников под конкретные задачи[12][13].
- В России нет научного сообщества, но в огромном количестве имеются «учёные». Трудно сказать, что они делают. Некоторые просто занимают места на которые не могут попасть выпускники вузов. Мне часто приходится как редактору и рецензенту многих международных научных журналов читать рукописи статей из России. Уровень, до которого они опустились, просто чудовищен[3].
- Из-за «нефтяной иглы» в России нет реального спроса на инновации. Хотя некоторые из нефтяных стран все же развивают науку как раз за счет нефтедолларов, например, Норвегия. И дело вовсе не в том, чтобы просто выделить побольше средств. Требуется настоящая решимость со стороны руководства страны. Иначе тупик[3].

### О науке в США
- Учёный в США быстро привыкает к свободе и независимости. Востребованный учёный, способный добывать гранты, сам себе хозяин и никто ему не указ. Поэтому из Америки никто не хочет возвращаться в Россию, где какой-то, совершенно неизвестный своими работами академик или директор института, решает за вас как заниматься наукой[14].
- В США тоже есть академия, но это просто собрание уважаемых людей. Они ничем не рулят и никогда не распределяют финансирование[3].
- По сравнению с Россией у американских учёных, несмотря на жёсткую конкуренцию, есть три важных преимущества[3]:

 — материальная база, позволяющая вести исследования в нормальных условиях
 — насыщенная научная среда, позволяющая быстро и не за тридевять земель найти любого научного партнера или возможность с кем-то проконсультироваться
 — хорошая моральная атмосфера, где в научной среде гораздо меньше, чем в России, интриг, подвергающих постоянному стрессу

### О РАН
- РАН это застывшая феодальная структура. Первым делом следует разогнать Академию наук, лишив её права рулить и распределять. Иначе никакое эволюционное реформирование не поможет. Чем дольше настоящее революционное реформирование затягивается, тем завершённее процесс полного развала науки в России[14].
- При правильном реформировании РАН многие наши академики останутся за бортом, потому что они ничего не стоят. Они самовоспроизводятся, выбирая себе подобных. Они надувают щеки, утверждая, что у нас такая система. А на самом деле это абсурд[4].

## Мнения коллег
- К. В. Северинов — «Российской науке не хватает харизматичных лидеров, ярких лекторов… . В СССР для будущих молекулярных биологов такую роль играл, в частности, Максим Франк-Каменецкий. Сейчас таких людей очень и очень мало, и научная движуха, как следствие, пропадает. Какое-то унылое говно: приходишь в лабораторию, слушать некого, люди не могут объяснить, почему интересно то, чем они занимаются, ни они никому, ни им никто»[15].
- Эксперты программы «Всенаука» высоко оценили книгу Франк-Каменецкого «Самая главная молекула». Благодаря этому она стала доступной для бесплатного и легального скачивания[16].